# محوطه قلعه کهنه اردین ۱
محوطه قلعه کهنه اردین ۱ مربوط به دوره ساسانیان است و در شهرستان اسفراین، بخش بام وصفی آباد، دهستان بام، ۱ کیلومتری شرق روستای اردین واقع شده و این اثر در تاریخ ۱۸ شهریور ۱۳۸۷ با شمارهٔ ثبت ۲۳۱۸۶ به‌عنوان یکی از آثار ملی ایران به ثبت رسیده است.